# Microschmidtia uala
Microschmidtia uala är en insektsart som beskrevs av Marius Descamps 1973. Microschmidtia uala ingår i släktet Microschmidtia och familjen Euschmidtiidae. Inga underarter finns listade i Catalogue of Life.